# St.-Ursula-Schule
St.-Ursula-Schule, Ursulaschule und Ursulinenschule ist der Name folgender Schulen der Ursulinen (alphabetisch nach Ort):
- St. Ursula Gymnasium (Aachen)
- St.-Ursula-Gymnasium (Arnsberg)
- St.-Ursula-Gymnasium (Attendorn)
- St.-Ursula-Realschule Attendorn
- Katholische Grundschule St. Ursula, Berlin
- Marienschule der Ursulinen Bielefeld, Bielefeld
- Erzbischöfliche Ursulinenschule Hersel, Bornheim
- Erzbischöfliches St.-Ursula-Gymnasium Brühl
- Realschule St. Ursula Donauwörth
- Gymnasium St. Ursula Dorsten
- Realschule St. Ursula Dorsten
- St.-Ursula-Gymnasium (Düsseldorf)
- St-Ursula-Berufskolleg Düsseldorf
- Mädchenschule der Ursulinen, heutiger Name Edith-Stein-Schule Erfurt
- St.-Ursula-Gymnasium Freiburg im Breisgau
- St. Ursula-Schulen Freiburg
- Ursulinenschule Fritzlar
- Bischöfliches Gymnasium St.-Ursula Geilenkirchen
- St.-Ursula-Schule (Geisenheim)
- St. Ursula-Schule Hannover
- Kreisgymnasium St. Ursula Haselünne
- Ursulinenschule Innsbruck
- Sankt Ursula (Klagenfurt)
- Erzbischöfliche Ursulinenschule Köln
- St. Angela-Schule Königstein
- Erzbischöfliche St.-Ursula-Mädchenrealschule Schloss Hohenburg, Lenggries
- Erzbischöfliches St.-Ursula-Gymnasium Schloss Hohenburg, Lenggries
- Colegio Santa Ursula, Lima (Peru) (Deutsch-peruanische Schule)
- Ursulinen-Gymnasium Mannheim
- Gymnasium Ursulaschule, Osnabrück
- Ursulinen Salzburg
- St.-Ursula-Gakuin-Eichi-Grund-, -Mittel- und -Oberschule, Sendai (Japan)
- St. Ursula Schulen (Villingen-Schwenningen)
- Ursulinengymnasium Werl
- Ursulinenrealschule Werl
- St. Ursula-Schulen Wiehre
- St.-Ursula-Schule (Würzburg)
- Schulen St. Ursula Wien
- St. Ursula-Schule Maipú (Chile)
- St. Ursula-Schule Vitacura (Chile)